# Oishi High School Battle
Oishi High School Battle è stato l'ottavo cartone animato realizzato da Shut Up! Cartoons in sostituzione di Zombies vs. Ninjas. Trasmessa per tre stagioni, dal 13 luglio 2012 al 22 agosto 2014, la serie è stata sostituita da uno spin-off, Oishi Origins.

## Episodi
| Stagione         | Episodi | Prima TV originale | Prima TV Italia |
| ---------------- | ------- | ------------------ | --------------- |
| Prima stagione   | 10      | 2012               | Inedita         |
| Seconda stagione | 10      | 2013-2014          | Inedita         |
| Terza stagione   | 10      | 2014               | Inedita         |

## Riconoscimenti
- 2013 - Streamy Awards
  - Nomination Miglior web serie d'animazione